# Macroclinium
Macroclinium é um género botânico pertencente à família das orquídeas (Orchidaceae). Foi proposto por Pfitzer, baseado em material de João Barbosa Rodrigues, em H.G.A.Engler & K.A.E.Prantl (eds.), Nat. Pflanzenfam. 2(6): 220, em 1889. Sua espécie tipo é o Macroclinium roseum Barb.Rodr.. O nome é uma referência ao grande porte do clinândrio de suas flores.

## Distribuição
Macroclinium agrupa cerca de quarenta espécies epífitas, de crescimento cespitoso, distribuídas do Panamá à Bolívia, com centro de dispersão na Colômbia Ocidental, normalmente encontradiças nas matas quentes, à beira dos rios e nas encostas, entre quatrocentos e dois mil metros de altitude. A ocorrência de quatro delas foi registrada para o Brasil, todas de difícil cultivo.

## Descrição
São plantas de pequeno porte, medindo bem menos de dez centímetros, com folhas carnosas achatadas, equitantes, gumiformes, formando um leque à maneira dos Ornithocephalus. A inflorescência brota das axilas das folhas inferiores, é racemosa, pendente, ocasionalmente ereta, comportando algumas ou muitas flores comumente dispostas em circunferência, ou umbela, como fazem os Cirrhopetalum. Estas possuem sépalas e pétalas de igual tamanho e labelo com bastante longo unguículo e então alargado. A coluna é alongada e terete com antera dorsal e duas polínias.

## Taxonomia
A aceitação deste gênero, encontra-se em disputa. Já foi uma seção ou subgênero de Notylia, com o qual está estreitamente relacionado, e alguns defendem que volte a sê-lo. Suas diferenças morfológicas com Notylia são bastante visíveis. Podem ser diferenciados pelos aspecto fasciculado de suas folhas que em algo lembra Ornithocephalus, muitas vezes castanhas ou pintalgadas dessa cor e suas dimensões ainda menores, além disso em muitas espécies as flores encontra-se dispostas na extremidade da mais ou menos curta haste formando uma espécie de umbela de flores púrpura ou brancas maculadas de tons rosados, e não ao longo de tão comprida inflorescência como acontece em Notylia.